# Henri Préaux
Armand Édouard Charles Marcelle (ur. 25 listopada 1911 w Loivre, zm. 21 lutego 1992 w Châlons-en-Champagne) – francuski wioślarz, srebrny medalista olimpijski.
Wystąpił na igrzyskach olimpijskich w Amsterdamie w 1928, gdzie Francuzi w składzie: Armand Marcelle, Édouard Marcelle i Henri Préaux (sternik) zdobyli srebrny medal w dwójkach ze sternikiem. W finale walkę o złoty medal przegrali ze Szwajcarami o 5,8 sekundy. Był to jego jedyny start olimpijski.